# Helen Clark
Helen Elizabeth Clark, ONZ, (* 26. Februar 1950 in Hamilton) ist eine neuseeländische Politikerin der Labour Party. Vom 5. Dezember 1999 bis November 2008 war sie die 37. Premierministerin Neuseelands. Sie leitete von 2009 bis 2017 das Entwicklungsprogramm der Vereinten Nationen und bekleidete damit das dritthöchste Amt der Vereinten Nationen.

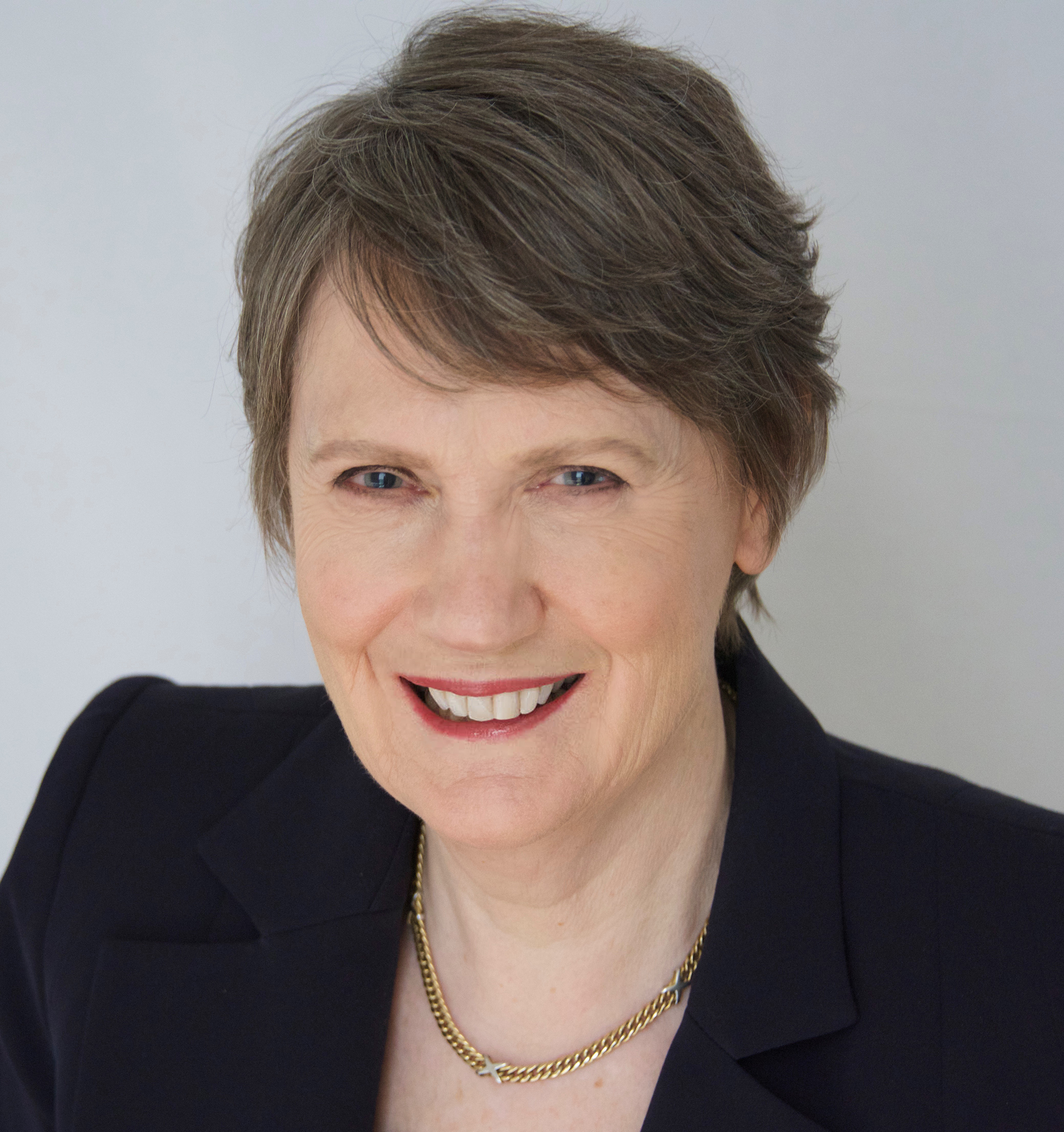
Helen Clark (2016)

Clark war 2016 für den Raum Südpazifik Kandidatin für das Amt der UN-Generalsekretärin.

## Leben
Bevor Helen Clark in die Politik eintrat, lehrte sie am Political Studies Department der University of Auckland. Ihr Studium schloss sie 1971 mit dem Bachelor und 1974 mit dem Master erster Klasse ab. Sie ist verheiratet mit dem Professor in Soziologie der University of Auckland, Peter Davis.
Als Politikerin war sie zuerst Ministerin für Wohnungswesen und für Naturschutz, danach Gesundheitsministerin und später Vize-Premierministerin. In den 1990er Jahren, während der Regierungszeit der National Party unter Jim Bolger und Jenny Shipley, war sie Oppositionsführerin im House of Representatives.

### Premierministerin Neuseelands
1999 löste Clark ihre Amtsvorgängerin Jenny Shipley mit einer Minderheitsregierung ab, einer Koalition mit der Alliance Party und der Green Party. Ab 2002 stand sie an der Spitze einer Koalitionsregierung aus Progressive Coalition Party, Green Party und United Future New Zealand.
Mit Beginn ihrer Amtszeit, in die ein starker Wirtschaftsaufschwung des Landes fiel, hat die Sozialdemokratin Helen Clark Neuseeland versucht, Privatisierungen behutsam zurückzudrehen. Als Clark gegen ihren Herausforderer Don Brash 2005 im Amt bestätigt wurde, hatte Neuseeland die niedrigste Arbeitslosigkeit in einem Industrieland überhaupt. Vom 29. August bis zum 19. November 2008 war Clark zudem Außenministerin Neuseelands.
Bei den Wahlen vom 8. November 2008 verlor Clarks Regierungskoalition die Mehrheit im neuseeländischen Parlament an das Oppositionsbündnis von John Key, der ihre Nachfolge antrat.

### Leiterin des UNDP
Im April 2009 wurde Helen Clark Leiterin des Entwicklungsprogramms der Vereinten Nationen UNDP und bekleidet damit das dritthöchste Amt der Vereinten Nationen. Helen Clark setzte sich bei der Wahl durch die UN-Generalversammlung gegen mehrere, von der US-amerikanischen Regierung favorisierte Kandidaten durch.

### Kandidatur als UN-Generalsekretärin
Im Juli 2016 gab Clark ihre Kandidatur um das Amt der UN-Generalsekretärin bekannt. Neben Clark sind acht weitere Kandidaten bekannt: Christiana Figueres, Vesna Pusić, António Guterres, Susanna Malcorra, Vuk Jeremić, Natalie Gherman, Danilo Türk, Igor Lukšić und Irina Bokowa. Gewählt wurde schließlich Guterres.

### Leiterin des unabhängigen Gremiums für die Vorbereitung und Reaktion auf Pandemien
Zusammen mit Ellen Johnson Sirleaf (frühere Präsidentin von Liberia) war Helen Clark 2020–2021 eine der beiden Vorsitzenden des  Independent Panel for Pandemic Preparedness and Response, das im Auftrag der Weltgesundheitsorganisation (WHO) aufgrund der Resolution 73.1 der Weltgesundheitsversammlung (WHA) die internationale Reaktion auf die Corona-Pandemie aufarbeitete und Verbesserungsvorschläge machte: „COVID-19: Make it the Last Pandemic“.

### Mitglied von The Elders
Helen Clark ist seit 2023 Mitglied des Zusammenschlusses von herausragenden ehemaligen Staatsmännern und -frauen, Friedensaktivisten, Menschenrechtlern sowie prominenten Intellektuellen The Elders, der 2007 von Nelson Mandela auf Initiative von Peter Gabriel und Richard Branson gegründet wurde. Ziel der Gruppe ist es, die Erfahrung, die Beziehungen und den öffentlichen Einfluss der Mitglieder zur Lösung globaler Probleme einzusetzen.

## Politische Positionen
Helen Clark hat stets betont, dass Privatisierungen und Deregulierungen nicht die erhofften Erfolge gebracht haben. Im Gegenteil, diese Wirtschaftspolitik habe zu einem Desaster geführt, so dass etwa der Staat Eisenbahn und Fluggesellschaft zurückkaufen musste. Die Privatisierung der Telekommunikation habe lediglich von einem Staats- zu einem Privatmonopol geführt. Die privaten Energiekonzerne hätten zum Beispiel über Jahre hinweg nur den Profit abgezogen und weder in Instandhaltung noch in die Erneuerung der Netze investiert. Auch der Verkauf von Banken – z. B. der Postbank und der Bank of New Zealand – sei kein Erfolg gewesen. Weil Großbanken kein Interesse an dem Geld des kleinen Mannes hätten, habe man in manchen Städten jahrelang nicht einmal ein Konto eröffnen können.

## Würdigungen
- 2002 erhielt sie den Nuclear-Free Future Award in der Kategorie Lösungen.[11]
- 2008 wurde ihr der Umweltpreis Champions of Earth Award verliehen.
- Am 31. Dezember 2009 wurde bekannt gegeben, dass Helen Clark für ihre Verdienste um Neuseeland mit der höchsten Auszeichnung des Landes, dem Order of New Zealand, ausgezeichnet wird.[12] Sie war über 27 Jahre Parlamentsmitglied und gehört zu den wenigen Premiers, die über drei Legislaturperioden im Amt waren.[13]
- 2018 wurde Clark in die American Academy of Arts and Sciences gewählt.